# Жидачівська міська рада
Жида́чівська міська́ ра́да — адміністративно-територіальна одиниця та орган місцевого самоврядування в Жидачівському районі Львівської області. Адміністративний центр — місто Жидачів.

## Загальні відомості
- Територія ради: 13,44 км²
- Населення ради: 11 683 особи (станом на 2001 рік)
- Територією ради протікає річка Стрий

## Населені пункти
Міській раді підпорядковані населені пункти:
- м. Жидачів

## Склад ради
Рада складається з 30 депутатів та голови.
- Голова ради: Левко Володимир Семенович
- Секретар ради: Лешков'ят Ольга Йосипівна

### Керівний склад попередніх скликань
| Прізвище, ім'я, по батькові | Основні відомості                                               | Дата обрання | Дата звільнення |
| --------------------------- | --------------------------------------------------------------- | ------------ | --------------- |
| Щуйко Михайло Володимирович | Міський голова, 1955 року народження, безпартійний              | 26.03.2006   | 31.10.2010      |
| Левко Володимир Семенович   | Міський голова, 1942 року народження, освіта вища, безпартійний | 31.10.2010   |                 |

Примітка: таблиця складена за даними сайту Верховної Ради України

### Депутати
За результатами місцевих виборів 2010 року депутатами ради стали:

#### За суб'єктами висування
| Суб'єкт висування                                                                    | Кількість обраних депутатів | %   |
| ------------------------------------------------------------------------------------ | --------------------------- | --- |
| Політична партія Всеукраїнське об'єднання «Свобода»                                  | 6                           | 20  |
| Політична партія «Наша Україна»                                                      | 6                           | 20  |
| Політична партія Конгрес Українських Націоналістів                                   | 3                           | 10  |
| Політична партія «Сильна Україна»                                                    | 3                           | 10  |
| Політична партія «Фронт Змін»                                                        | 3                           | 10  |
| Українська Народна Партія                                                            | 3                           | 10  |
| Політична партія Всеукраїнське об'єднання «Батьківщина»                              | 2                           | 6,7 |
| Партія регіонів                                                                      | 1                           | 3,3 |
| Політична партія «Європейська партія України»                                        | 1                           | 3,3 |
| Політична партія «За Україну!»                                                       | 1                           | 3,3 |
| Політична партія «УДАР (Український Демократичний Альянс за Реформи) Віталія Кличка» | 1                           | 3,3 |

#### За округами
| № округу                                                                             | Прізвище, ім'я, по батькові      | Дата визнання обраним | Освіта             | Партійна приналежність                                                                     | Відомості про обраного депутата                                            |
| ------------------------------------------------------------------------------------ | -------------------------------- | --------------------- | ------------------ | ------------------------------------------------------------------------------------------ | -------------------------------------------------------------------------- |
| Партія регіонів                                                                      |                                  |                       |                    |                                                                                            |                                                                            |
| б/м                                                                                  | Федоришин Богдан Володимирович   | 03.11.2010            | вища               | член Партії регіонів                                                                       | ВАТ «Управління цегельних заводів», генеральний директор                   |
| Політична партія Всеукраїнське об'єднання «Батьківщина»                              |                                  |                       |                    |                                                                                            |                                                                            |
| б/м                                                                                  | Трембецький Володимир Зенонович  | 03.11.2010            | вища               | член Всеукраїнського об'єднання «Батьківщина»                                              | приватний підприємець                                                      |
| 12                                                                                   | Лешков'ят Ольга Йосипівна        | 02.11.2010            | вища               | член Всеукраїнського об'єднання «Батьківщина»                                              | Жидачівська міська рада, секретар ради                                     |
| Політична партія Всеукраїнське об'єднання «Свобода»                                  |                                  |                       |                    |                                                                                            |                                                                            |
| б/м                                                                                  | Михайлишин Петро Степанович      | 03.11.2010            | вища               | член Всеукраїнського об'єднання «Свобода»                                                  | ДП «Івано — Франківське лісове господарство», провідний інженер            |
| б/м                                                                                  | Микитин Микола Володимирович     | 03.11.2010            | вища               | член Всеукраїнського об'єднання «Свобода»                                                  | МБК «Папірник», директор                                                   |
| б/м                                                                                  | Сивик Мирослав Богданович        | 03.11.2010            | вища               | член Всеукраїнського об'єднання «Свобода»                                                  | Жидачівське будинкоуправління, слюсар                                      |
| 8                                                                                    | Тимофтевич Олег Любомирович      | 02.11.2010            | вища               | член Всеукраїнського об'єднання «Свобода»                                                  | ВАТ «ГалГазоТерм», майстер                                                 |
| 10                                                                                   | Багрій Дмитро Теофілович         | 02.11.2010            | вища               | член Всеукраїнського об'єднання «Свобода»                                                  | Млиниський навчально-виховний комплекс, директор                           |
| 11                                                                                   | Швед Микола Михайлович           | 02.11.2010            | вища               | член Всеукраїнського об'єднання «Свобода»                                                  | Жидачівська ЦРЛ, лікар                                                     |
| Політична партія «Європейська партія України»                                        |                                  |                       |                    |                                                                                            |                                                                            |
| б/м                                                                                  | Посацький Станіслав Збігнійович  | 03.11.2010            | середня            | член Політичної партії «Європейська партія України»                                        | ФОП «Посацький С. З.»                                                      |
| Політична партія «За Україну!»                                                       |                                  |                       |                    |                                                                                            |                                                                            |
| б/м                                                                                  | Коханевич Михайло Володимирович  | 03.11.2010            | вища               | член Політичної партії «За Україну!»                                                       | пенсіонер                                                                  |
| Політична партія Конгрес Українських Націоналістів                                   |                                  |                       |                    |                                                                                            |                                                                            |
| б/м                                                                                  | Михайлець Віктор Євгенович       | 03.11.2010            | середня            | позапартійний                                                                              | ЖЦПК, механік                                                              |
| 3                                                                                    | Федоришин Ігор Васильович        | 02.11.2010            | середня            | позапартійний                                                                              | Жидачівське міське виробниче управління комунального господарства, водій   |
| 6                                                                                    | Денис Роман Богданович           | 02.11.2010            | вища               | позапартійний                                                                              | ТОВ «Ніка», директор                                                       |
| Політична партія «Наша Україна»                                                      |                                  |                       |                    |                                                                                            |                                                                            |
| б/м                                                                                  | Процан Ігор-Володимир Михайлович | 03.11.2010            | вища               | член Політичної партії «Наша Україна»                                                      | Жидачівська РДА, керівник апарату                                          |
| б/м                                                                                  | Мальцева Оксана Тадеївна         | 03.11.2010            | вища               | член Політичної партії «Наша Україна»                                                      | Жидачівська загальноосвітня школа І-ІІІ ст. № 2, директор школи            |
| 2                                                                                    | Баранкевич Олександра Антонівна  | 02.11.2010            | вища               | член Політичної партії «Наша Україна»                                                      | Жидачівська гімназія ім. О.Партицького, заступник директора                |
| 5                                                                                    | Якимишин Ігор Володимирович      | 02.11.2010            | середня            | позапартійний                                                                              | пенсіонер                                                                  |
| 13                                                                                   | Кузишин Володимир Іванович       | 02.11.2010            | вища               | позапартійний                                                                              | Жидачівська дитяча музична школа, директор                                 |
| 15                                                                                   | Возний Ігор Володимирович        | 02.11.2010            | вища               | позапартійний                                                                              | Міське комунальне підприємство «Жидачівтеплокомуненерго», начальник        |
| Політична партія «Сильна Україна»                                                    |                                  |                       |                    |                                                                                            |                                                                            |
| б/м                                                                                  | Николин Андрій Дмитрович         | 03.11.2010            | вища               | член Політичної партії «Сильна Україна»                                                    | тимчасово не працює                                                        |
| 1                                                                                    | Гапун Богдан Євгенович           | 02.11.2010            | середня спеціальна | позапартійний                                                                              | ТОВ «Сигма», механік                                                       |
| 9                                                                                    | Верес Стефанія Дмитрівна         | 02.11.2010            | вища               | позапартійна                                                                               | Міський дошкільний навчальний заклад «Калинонька», завідувачка             |
| Політична партія «УДАР (Український Демократичний Альянс за Реформи) Віталія Кличка» |                                  |                       |                    |                                                                                            |                                                                            |
| б/м                                                                                  | Гивель Василь Петрович           | 03.11.2010            | середня спеціальна | член Політичної партії «УДАР (Український Демократичний Альянс за Реформи) Віталія Кличка» | Нотаріальна контора, помічник нотаріуса                                    |
| Політична партія «Фронт Змін»                                                        |                                  |                       |                    |                                                                                            |                                                                            |
| б/м                                                                                  | Гавдик Надія Іванівна            | 03.11.2010            | вища               | член Політичної партії «Фронт Змін»                                                        | Жидачівська РДА, керівник служби                                           |
| б/м                                                                                  | Полівчак Оксана Антонівна        | 03.11.2010            | вища               | член Політичної партії «Фронт Змін»                                                        | Жіноча благодійна організація «Наші візії» м. Жидачів, виконавчий директор |
| 7                                                                                    | Гаврильчук Роман Григорович      | 02.11.2010            | середня            | член Політичної партії «Фронт Змін»                                                        | Міське комунальне підприємство «Жидачівтеплокомуненерго», майстер          |
| Українська Народна Партія                                                            |                                  |                       |                    |                                                                                            |                                                                            |
| б/м                                                                                  | Малюс Галина Іванівна            | 03.11.2010            | вища               | член Української Народної Партії                                                           | Загірочівська загальноосвітня школа, вчитель                               |
| 4                                                                                    | Шумельда Микола Володимирович    | 02.11.2010            | вища               | член Української Народної Партії                                                           | приватний підприємець                                                      |
| 14                                                                                   | Мачоган Роман Миколайович        | 02.11.2010            | вища               | член Української Народної Партії                                                           | Зубопротезна поліклініка, лікар                                            |